# Ранние Мецские анналы
Ра́нние Ме́цские анна́лы (Пе́рвые Ме́цские анна́лы; лат. Annales Mettenses priores) — раннесредневековые анонимные латиноязычные анналы, описывающие историю Франкского государства с примерно 678 по 830 год. Названы по городу Мец, в одной из церквей которого, как предполагалось ранее, эти анналы были созданы.

## Описание

### Рукописи
«Ранние Мецские анналы» сохранились в нескольких рукописях, большинство из которых были созданы в XII веке. С одной из них в первой половине XVII века была сделана копия, лёгшая в основу первого печатного издания этого исторического источника, осуществлённого в 1641 году Андре Дюшеном. В это издание, кроме текста собственно «Ранних Мецских анналов», оказались включены и позднейшие дополнения, сделанные составителями рукописи-протографа, в основном, по хронике Регино Прюмского. Анналы, изданные Дюшеном, описывали события 678—904 годов и назывались «Франкские Мецские анналы» (лат. Annales Francirum Mettenses). Позднее они получили название «Мецские анналы» (лат. Annales Mettenses).
В 1826 году в Monumenta Germaniae Historica было осуществлено новое издание «Мецских анналов», исключившее из текста все позднейшие дополнения. Эти анналы, охватывавшие только события 678—830 годов, в начале XX века получили название «Поздние Мецские анналы» (лат. Annales Mettenses posteriores), в отличие от «Ранних Мецских анналов», изданных в 1905 году на основе всего комплекса рукописей, содержавших этот исторический источник. Среди текстов, использованных в новом издании, наиболее полным был находившийся в кодексе, обнаруженном в 1895 году в библиотеке Дарема (DCL MS C.IV.15).

### Цель создания анналов
На основании особого внимания, которое «Ранние Мецские анналы» уделяли святому Арнульфу и его ближайшим потомкам, первоначально предполагалось, что местом их составления был Мец. Однако современные историки считают, что бо́льшая часть этих анналов была записана в 806 году в Шелльском монастыре лично или при непосредственном руководстве здешней аббатисы Гизелы, дочери короля франков Пипина Короткого, с намерением оправдать получение власти Каролингами в преддверии готовившегося Карлом Великим раздела Франкской империи между своими сыновьями. С этой целью в анналы был внесён целый ряд сведений, дискредитировавших представителей прежней правящей династии Меровингов. Историки считают большинство этих фактов вымыслом, применяя в их отношении термин «каролингская пропаганда».

### Композиция анналов
«Ранние Мецские анналы» являются компиляцией, созданной на основе как хорошо известных, так и ныне утраченных источников, не имеющих аналогов во франкской анналистике. Предполагается, что события 678—805 годов были записаны единовременно в 806 году, при этом даты внесены в текст позднее, вероятно при добавлении информации о событиях 806—830 годов.
Бо́льшая часть «Ранних Мецских анналов» до смерти майордома Пипина Геристальского основана на недошедших до нашего времени источниках, сведения которых, по предположению историков, носят малодостоверный характер. С 688 года в анналах начинают появляться сообщения, почерпнутые их автором из других исторических хроник, таких как «Книга истории франков» и «Хроника продолжателей Фредегара». Первый из этих источников являлся основой для записей «Ранних Мецских анналов» за 714—727 годы, второй — за 728—768 годы. Используя данные более ранних хроник, автор «Ранних Мецских анналов» не только копировал находившиеся в них факты, но и преподносил их в выгодном для Каролингов контексте, например, объясняя божественной волей утрату Меровингами власти во Франкском королевстве. Бо́льшую часть сведений за 768—805 годы составляют данные, взятые из «Анналов королевства франков», при этом наиболее значительное число не упоминаемых в этом историческом источнике данных внесено автором «Ранних Мецских анналов» в записи о 803—805 годах.
Точно неизвестно, когда была записана часть «Ранних Мецских анналов», охватывающая 806—830 годы. Записи по 829 год включительно являются дословным повторением «Анналов королевства франков», 830 год описан на основе «Бертинских анналов» с упоминанием нескольких оригинальных свидетельств, связанных с императрицей Юдифью.

## Издания
На латинском языке:
- Annales Mettenses. — Monumenta Germaniae Historica SS. — Hannover: Impensis Bibliopolii Avlici Hahniani, 1826. — P. 314—336. — 660 p.
- Annales Mettenses priores. — Monumenta Germaniae Historica. Scriptores Rerum Germanicarum in usum scholarum. — Hannover & Leipzig: Impensis Bibliopolii Hahniani, 1905. — 119 p.

На русском языке:
- Ранние Мецские анналы / перевод и комментарии И. В. Дьяконова // Хроники королевства франков конца VII — начала X в.. — М. : SPSL — Русская панорама, 2023. — С. 11—64. — (MEDIÆVALIA: средневековые литературные памятники и источники). — ISBN 978-5-93165-499-7.
- Мецские анналы ранние. Восточная литература. — перевод по изданию в MGH 1905 года; опубликованы только записи за 731—830 годы. Дата обращения: 27 февраля 2011.